# Vărșand
Vărșand – wieś w Rumunii, w okręgu Arad, w gminie Pilu. W 2011 roku liczyła 954 mieszkańców. 